# Heterophleps quadripuncta
Heterophleps quadripuncta là một loài bướm đêm trong họ Geometridae.